# Baudouin d'Ibelin (mort en 1313)
Pour les articles homonymes, voir Baudouin d'Ibelin et Ibelin.
Baudouin d'Ibelin (c. 1250 - 10 octobre 1313) fut seigneur de Korakou et de Vitzada (Petite Arménie).
Il était fils de Jean d'Ibelin et de sa femme Isabelle du Rivet.
Il épousa en 1280-1285 Marguerite Embriaco de Giblet, fille de Bertrand II de Giblet et de sa femme Béatrice de Saint-Siméon, et eut :
- Isabelle d'Ibelin († 1315), qui épousa son cousin Guy d'Ibelin (1286 † 1308), sénéchal de Chypre.